# Trophée européen de course en montagne 1996
Navigation
1995 1997
Le Trophée européen de course en montagne 1996 est une compétition de course en montagne qui s'est déroulée le 13 juillet 1996 à Llanberis au pays de Galles. C'est la course du Snowdon qui accueille l'épreuve. Il s'agit de la deuxième édition de l'épreuve.

## Résultats
Le trophée a lieu la veille de la course traditionnelle. La course masculine emprunte le même parcours de 10 miles et 1 005 m de dénivelé que la course traditionnelle. Le Français Jaime de Jesus Mendes, plus habitué à la course sur route qu'en montagne, part sur un rythme soutenu laissant derrière lui les favoris. Arrivé à mi-parcours, il devance son compatriote Thierry Breuil et le Slovaque Robert Petro. Dans la descente, le champion du monde Lucio Fregona parvient à doubler ce dernier pour s'offrir la troisième marche du podium. La France s'impose au classement par équipes devant l'Italie et l'Angleterre.
La course féminine se déroule sur un parcours de 7,5 miles pour 701 m de dénivelé. La Française Isabelle Guillot s'empare des commandes, suivie par sa compatriote Evelyne Mura et par l'Italienne Maria Grazia Roberti. Dans la descente, les Françaises se font rattraper par les Italiennes. Isabelle parvient à franchir la ligne d'arrivée la première mais ce sont Maria Grazia et Nives Curti qui complètent le podium. Avec deux athlètes sur le podium, l'Italie remporte le classement par équipes devant la France et l'Angleterre.

### Individuels
| Rang               | Athlète               | Pays       | Temps          |
| ------------------ | --------------------- | ---------- | -------------- |
| Médaille d'or      | Jaime de Jesus Mendes | France     | 1 h 3 min 16 s |
| Médaille d'argent  | Thierry Breuil        | France     | 1 h 3 min 32 s |
| Médaille de bronze | Lucio Fregona         | Italie     | 1 h 4 min 0 s  |
| 4                  | Danilo Bosio          | Italie     | 1 h 4 min 53 s |
| 5                  | Philippe Sirieix      | France     | 1 h 5 min 7 s  |
| 6                  | Mark Kinch            | Angleterre | 1 h 3 min 52 s |
| 7                  | Robert Petro          | Slovaquie  | 1 h 5 min 32 s |
| 8                  | Craig Roberts         | Angleterre | 1 h 5 min 56 s |

| Rang               | Athlète              | Pays       | Temps       |
| ------------------ | -------------------- | ---------- | ----------- |
| Médaille d'or      | Isabelle Guillot     | France     | 53 min 9 s  |
| Médaille d'argent  | Maria Grazia Roberti | Italie     | 53 min 22 s |
| Médaille de bronze | Nives Curti          | Italie     | 53 min 59 s |
| 4                  | Sarah Rowell         | Angleterre | 54 min 36 s |
| 5                  | Mirela Cabodi        | Italie     | 54 min 54 s |
| 6                  | Evelyne Mura         | France     | 55 min 2 s  |
| 7                  | Tatiana Perepelkina  | Russie     | 55 min 28 s |
| 8                  | Tina Hižar           | Slovénie   | 56 min 3 s  |

### Équipes
| Rang               | Pays | Points |
| ------------------ | --- | ------ |
| Médaille d'or      | France Jaime de Jesus Mendes (1er) Thierry Breuil (2e) Philippe Sirieix (5e) Dominique Chauvelier (26e) | 8      |
| Médaille d'argent  | Italie Lucio Fregona (3e) Danilo Bosio (4e) Gino Caneva (12e) Massimo Galliano (13e)                    | 19     |
| Médaille de bronze | Angleterre Mark Kinch (6e) Craig Roberts (8e) Ian Holmes (15e) Billy Burns (16e)                        | 29     |

| Rang               | Pays                                                                         | Points |
| ------------------ | ---------------------------------------------------------------------------- | ------ |
| Médaille d'or      | Italie Maria Grazia Roberti (2e) Nives Curti (3e) Mirela Cabodi (5e)         | 5      |
| Médaille d'argent  | France Isabelle Guillot (1re) Evelyne Mura (6e) Martine Javerzac-Payet (10e) | 7      |
| Médaille de bronze | Angleterre Sarah Rowell (4e) Lucy Wright (11e) Andrea Priestley (17e)        | 15     |